# 1678

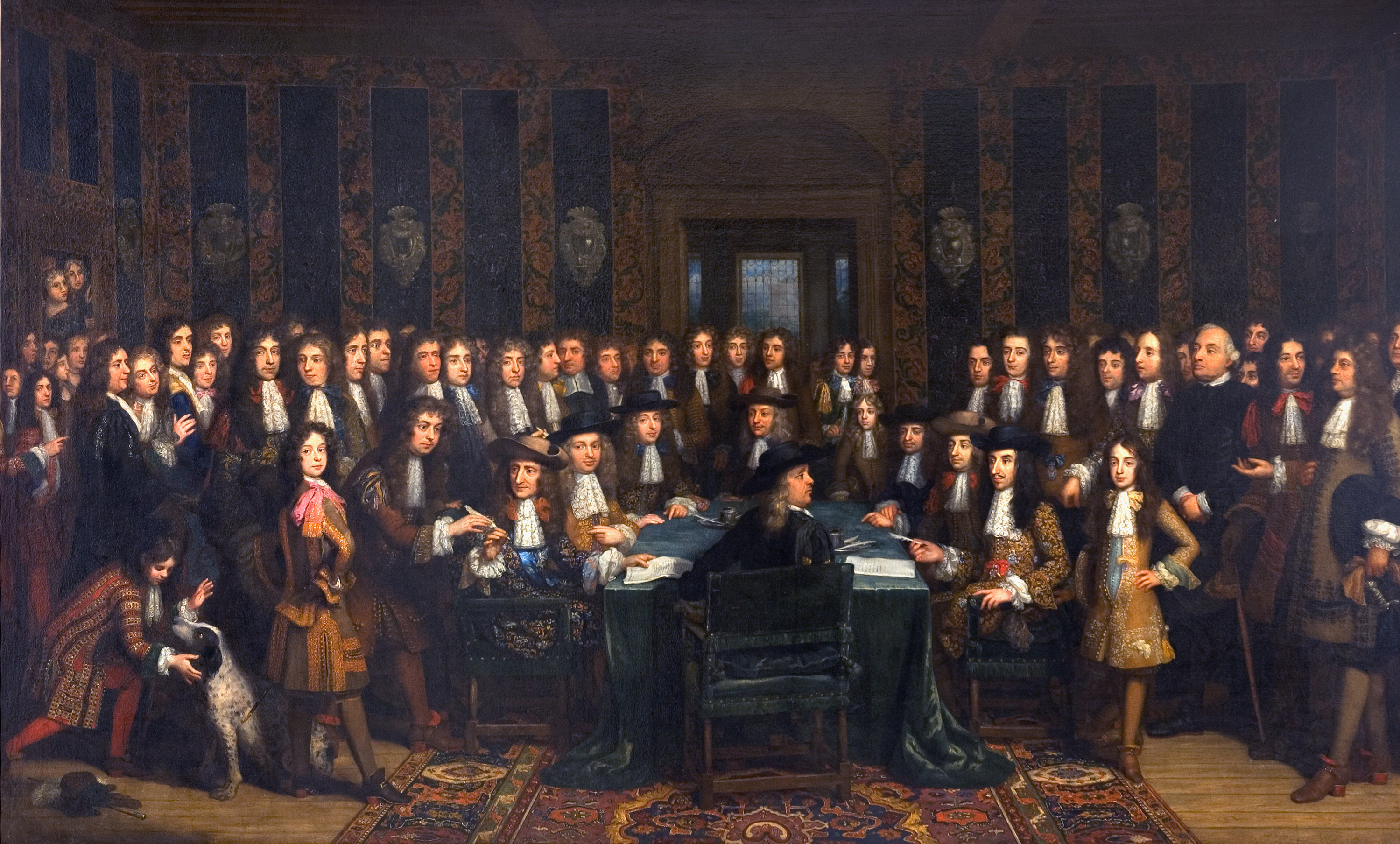
De ondertekening van de Vrede tussen Frankrijk en Spanje (Henri Gascard)

Het jaar 1678 is het 78e jaar in de 17e eeuw volgens de christelijke jaartelling.

## Gebeurtenissen
maart
- 29 - Franse inname van Ieper.

mei
- Turfoproer in de Zaanstreek.

juli
- 26 - Engeland en de Republiek der Zeven Verenigde Nederlanden sluiten vrede.

augustus
- 10 - Vrede van Nijmegen tussen Frankrijk en de Republiek der Zeven Verenigde Nederlanden.
- 14 - De Staatse troepen raken nog slaags met het Franse leger onder maarschalk Luxembourg omdat ze niet weten dat de vrede al is getekend. Stadhouder Willem III wordt ternauwernood gered door zijn achterneef Hendrik van Nassau-Ouwerkerk.
- 15 - De Slag bij Saint-Denis eindigt in een Franse overwinning.
- 22 - In Engeland verschijnt een vlugschrift met daarop een verhaal over een boer wiens akker door de duivel is gemaaid, op een manier waarop geen mens het had kunnen doen. Op een begeleidende afbeelding is een ovaal in het graan te zien waarin een zwart duiveltje met een zicht, een soort korte zeis, aan de gang is. Het is de oudst bekende vermelding van een graancirkel.

september
- 1 - Frankrijk verovert het slavenstation Arguin voor de Afrikaanse westkust op de West-Indische Compagnie.
- 17 - Vrede van Nijmegen: Frankrijk sluit vrede met Spanje. Franche-Comté, Belle, Bavay, Bouchain, Kamerijk, Condé, Ieper, Kassel, Maubeuge, Menen, Poperinge, Saint-Ghislain, Sint-Omaars, Valencijn, Veurne, Waasten en Wervik blijven na de innames Frans bezit. Ook Nieuw Walcheren wordt Frans.

december
- december - Koning Karel II van Engeland ontbindt het "Parlement van Cavaliers". Begin van de exclusion crisis.

zonder datum
- Robert Hooke formuleert zijn Wet van Hooke.
- Met veel omzichtigheid worden in de Republiek de 'Opera posthuma' van Spinoza uitgegeven, de Ethica, Ordine Geometrico Demonstrata.

## Beeldende kunst

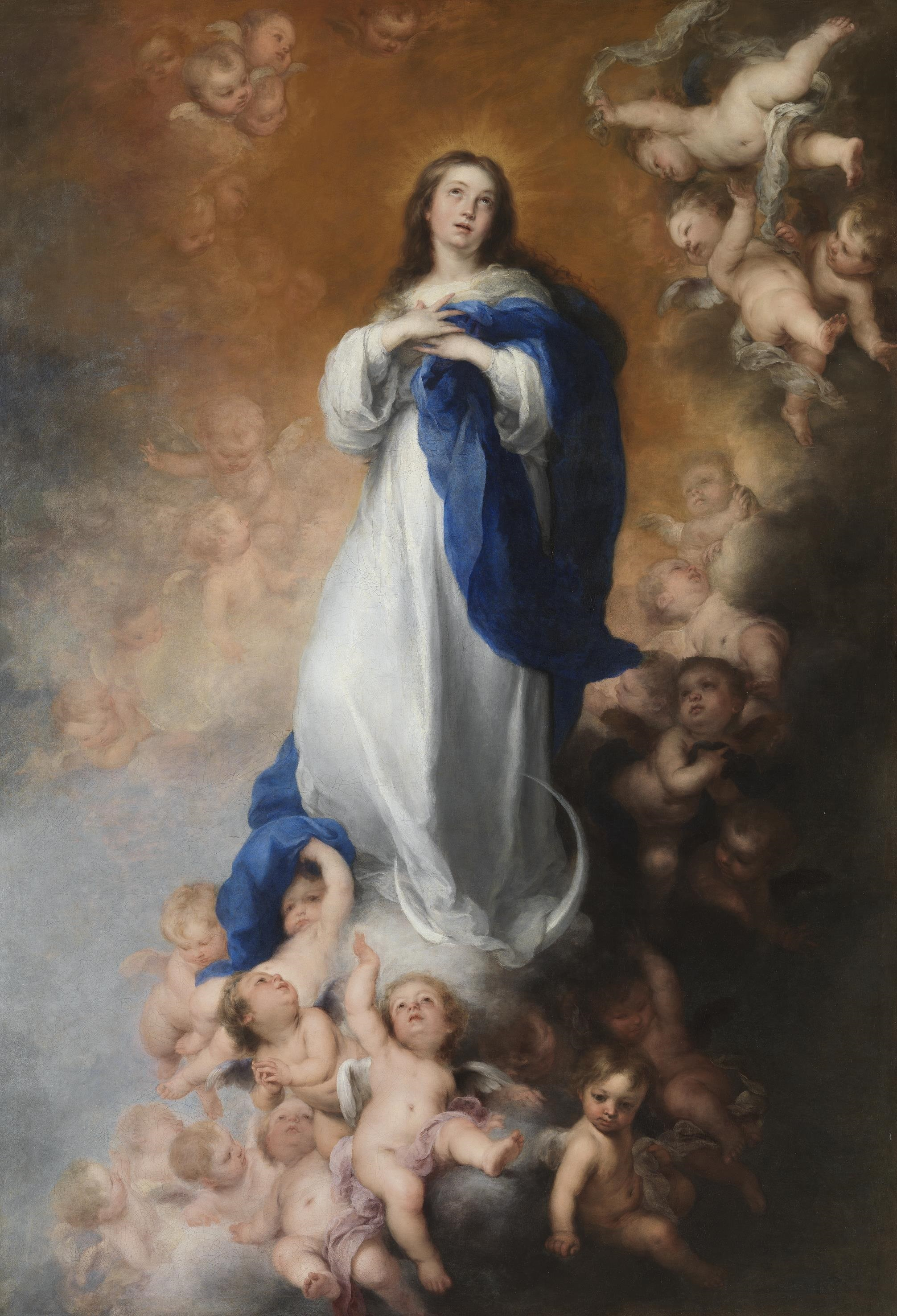
Onbevlekte ontvangenis (1678) Bartolomé Murillo, Prado

## Bouwkunst

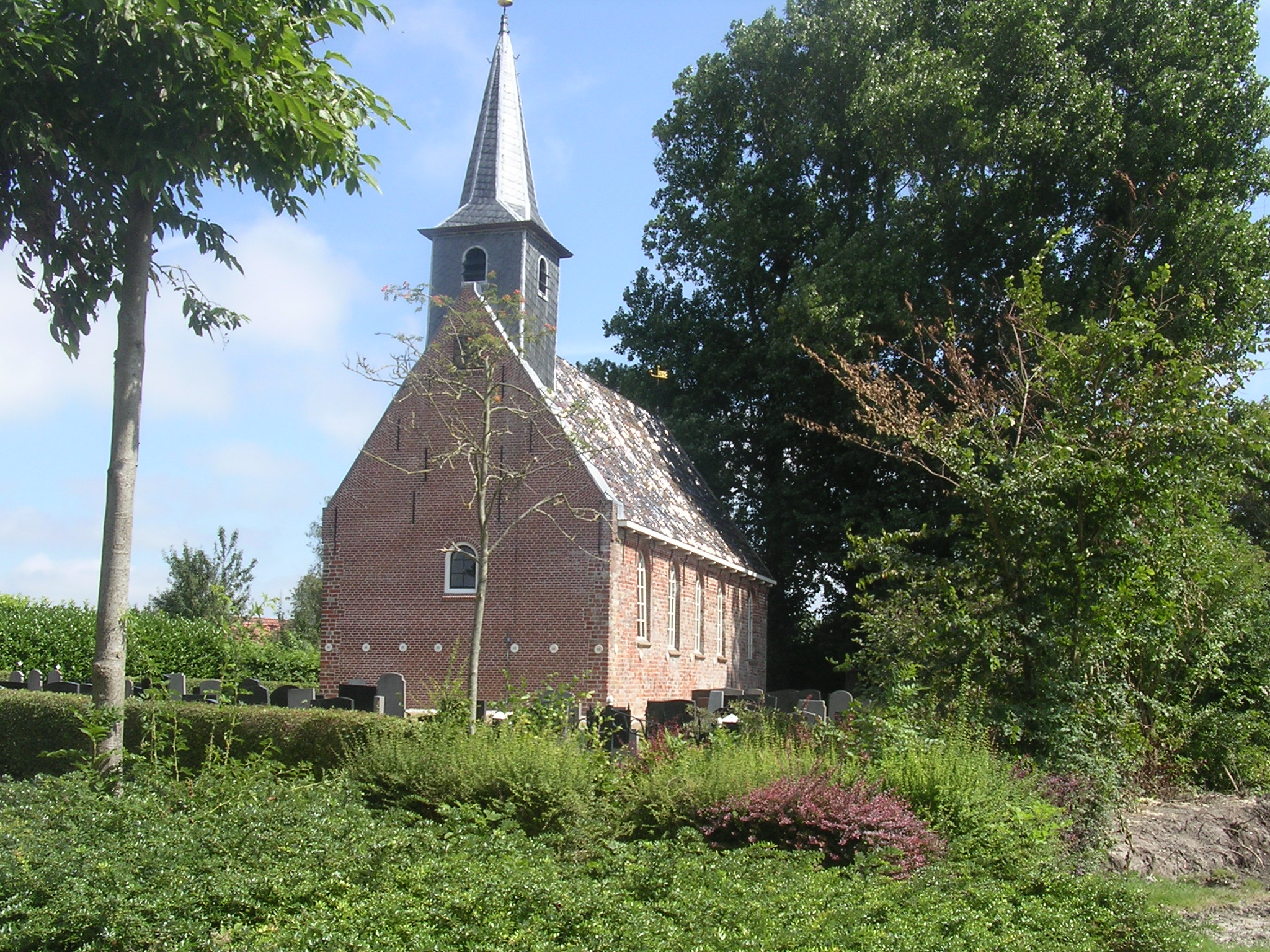
Hervormde kerk van Niawier in Friesland (1678)

## Geboren
februari
- 19 - Margaretha Wulfraet, Nederlands kunstschilderes (overleden 1760)

maart
- 4 - Antonio Vivaldi, Italiaans componist (overleden 1741)

april
- 14 - Abraham Darby, bekend van de Quaker-familie (overleden 1717)

mei
- 16 - Andreas Silbermann, Duits orgel- en klavecimbelbouwer (overleden 1734)

juli
- 26 - Keizer Jozef I, keizer van het Heilige Roomse Rijk, koning van Hongarije en Bohemen en aartshertog van Oostenrijk (overleden 1711)

november
- 26 - Jean-Jacques Dortous de Mairan, Frans geofysicus en astronoom  (overleden 1771)

december
- 13 - Yongzheng, Chinees keizer (1722-1735) (overleden 1735)

## Overleden
mei
- 4 of 14 mei - Anna Maria van Schurman (70), eerste Nederlandse studente

juni
- 2 - Pieter de Groot (63), tweede zoon van Hugo de Groot

juli
- 13 - Cornelis Booth (72), Nederlands arts en later burgemeester van Utrecht

augustus
- 16 - Andrew Marvell (57), Engels dichter

september
- 19 - Bernhard von Galen (71), Duits krijgsheer

oktober
- 18 - Jacob Jordaens (85), genreschilder uit Antwerpen
- 19 - Samuel van Hoogstraten (51), Nederlands kunstschilder, etser, dichter en theoreticus

december
- 9 - Jurriaen Ovens (±55), Deens-Duits kunstschilder en kunsthandelaar